# Victorias de Winnipeg
Les Victorias de Winnipeg sont une ancienne franchise amateur senior de hockey sur glace située à Winnipeg au Manitoba au Canada. Ils évoluent dans la Manitoba Hockey Association avant le XXe siècle et remportent à trois reprises la Coupe Stanley.

## Historique

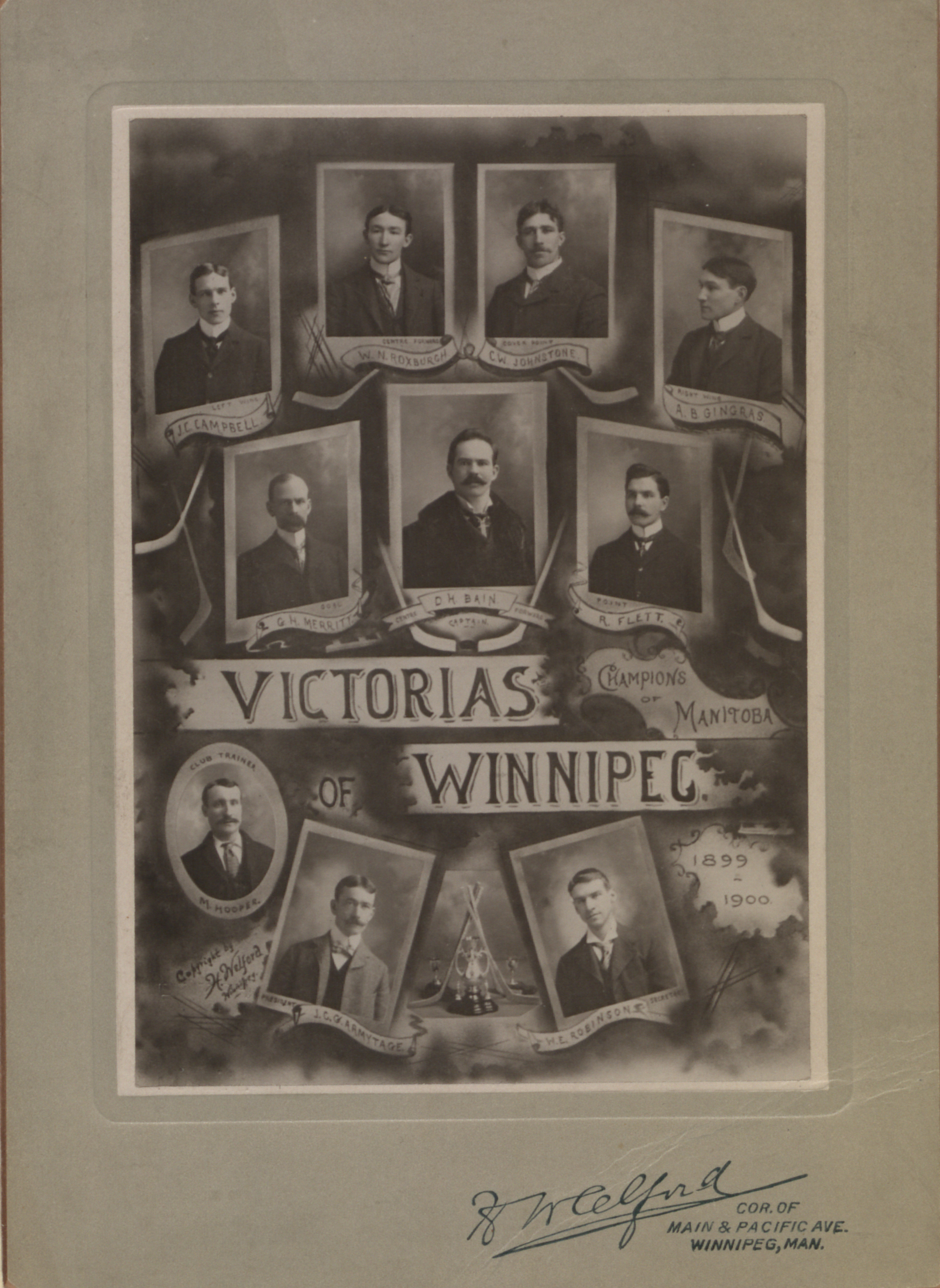
Portrait de l'équipe en 1900.

L'équipe a été créée en 1889, mais jusqu'à 1892, elle n'a joué que des matchs amicaux contre des équipes de Winnipeg.
En 1893, les Victorias aident à créer la Manitoba Hockey Association et en 1896, ils remportent leur première Coupe Stanley contre une autre équipe portant le nom des Victorias, les Victorias de Montréal. Plus tard, en 1901 et 1902, les Victorias remportent la Coupe Stanley pendant deux années de suite contre les Shamrocks de Montréal puis contre les Wellingtons de Toronto. Ils sont également finalistes en décembre 1896, en février 1889 et 1900, en mars 1902 et en février 1903.